# Jarvis Bay Provincial Park
Jarvis Bay Provincial Park är en park i Kanada.   Den ligger i provinsen Alberta, i den centrala delen av landet, 2 900 km väster om huvudstaden Ottawa. Jarvis Bay Provincial Park ligger 979 meter över havet. Den ligger vid sjön Sylvan Lake.
Terrängen runt Jarvis Bay Provincial Park är huvudsakligen platt. Jarvis Bay Provincial Park ligger uppe på en höjd. Närmaste större samhälle är Sylvan Lake, 3,7 km söder om Jarvis Bay Provincial Park.
Trakten runt Jarvis Bay Provincial Park består till största delen av jordbruksmark. Runt Jarvis Bay Provincial Park är det glesbefolkat, med 10 invånare per kvadratkilometer.